# Głos Silnej Polski
Głos Silnej Polski – komitet wyborczy wyborców powołany na wybory do Parlamentu Europejskiego w 2024. Utworzyły go środowiska partii Bezpieczna Polska i Front oraz współpracujący od 2023 z BP ruch Wataha Głosu Obywatelskiego.

## Działalność
Komitet powstał w środowisku byłych polityków Konfederacji Wolność i Niepodległość niezadowolonych z wizji polityki zagranicznej postulowanej przez tę formację (Bezpieczną Polskę założyli w 2023 byli działacze Konfederacji Korony Polskiej, a Front w 2022 środowisko będącej do 2021 częścią Konfederacji WiN nieformalnej Konfederacji Rolniczo-Konsumenckiej). Liderami zostali przewodniczący partii wchodzących w skład komitetu: geopolityk i historyk Leszek Sykulski (BP) oraz działacz rolniczy (były poseł i wiceminister skarbu państwa) Krzysztof Tołwiński (Front). Komitet został zgłoszony do PKW 25 marca 2024. Pełnomocnikiem wyborczym został Julian Maliński z Frontu (jednocześnie wówczas kandydat Normalnego Kraju do sejmiku mazowieckiego), a finansowym sekretarz BP Piotr Panasiuk. Wśród pełnomocników okręgowych znalazł się także m.in. były poseł Wacław Klukowski (związany z Frontem). Komitet wyborczy zdołał zarejestrować listę wyborczą w okręgu mazowieckim (niestołecznym), którą otworzył Andrzej Poneta. Znalazły się na niej jedynie osoby bezpartyjne. W wyborach komitet uzyskał 2167 głosów, co stanowiło 0,02% oddanych głosów ważnych (ostatnie miejsce spośród 11 komitetów w skali kraju i z 0,3% głosów w skali okręgu 6. wynik w nim, również wśród 11 komitetów; najwięcej głosów otrzymał startujący z 2. miejsca Krzysztof Lechowski).

## Program
Komitet postulował normalizację stosunków z Białorusią oraz Rosją, a także poprawę stosunków handlowych z tymi państwami oraz z Chinami. Domagał się także wyjścia Polski z Unii Europejskiej oraz dołączenia do krajów grupy BRICS. Komitet sprzeciwiał się pomocy Ukrainie w wojnie toczonej z Rosją. Promował hasła „Stop ukrainizacji Polski” oraz „Stop amerykanizacji Polski”. Ponadto komitet popierał zachowanie złotego jako waluty Polski oraz krytykował Światową Organizację Zdrowia i sprzeciwiał się tzw. „segregacji sanitarnej”.